# فريدريك سانت فلوريان
فريدريك سانت فلوريان (بالألمانية: Friedrich St. Florian)‏ هو مهندس معماري نمساوي أمريكي، ولد في 1932 في غراتس في النمسا.

## وصلات خارجية
- فريدريك سانت فلوريان على موقع الموسوعة البريطانية (الإنجليزية)